# Ведрошская битва
Битва на реке Ведроши — битва русско-литовской войны 1500—1503 гг., имевшая значительные стратегические и территориальные последствия в противостоянии за наследие Древнерусского государства. Произошла 14 июля 1500 года под Дорогобужем между войсками Русского государства под руководством воеводы Даниила Щени и армией Великого княжества Литовского под командованием великого гетмана литовского Константина Острожского. Битва окончилась разгромным поражением литовского войска, пленением Константина Острожского и, впоследствии, переходом около одной трети территории Великого княжества Литовского под власть великого князя Ивана III.

## Политическая ситуация
Поводом для новой русско-литовской войны стал переход ряда князей, в первую очередь Семёна Ивановича Бельского, на службу к великому князю московскому. Причиной своего «отъезда» Семён Иванович назвал потерю великокняжеской милости и «ласки», а также стремление великого князя литовского Александра перевести его в «римский закон», чего не было при предыдущих великих князьях. Также к Ивану III поступала информация о том, что Александр «неволил» свою жену княгиню Елену Ивановну (дочь Ивана III), принуждая её перейти в католичество. По мнению ряда историков, религиозные гонения действительно имели место и послужили причиной начала войны, другие же считают, что они лишь были использованы Иваном III как предлог. Вслед за Семёном Бельским о переходе на службу к Ивану III заявили Семён Стародубский-Можайский и Василий Шемячич. Подобный исход дела не мог устроить великого князя литовского Александра, так как князья переходили на московскую службу со всеми своими владениями, составлявшими значительные территории в восточной части Великого княжества Литовского с городами Новгород-Северский, Путивль, Рыльск, Радогощ, Стародуб, Гомель, Чернигов, Любеч, Карачев, Хотимль, Мценск, Серпейск. Иван III решил, не дожидаясь похода литовских войск против перебежчиков, в мае 1500 года открыть боевые действия.

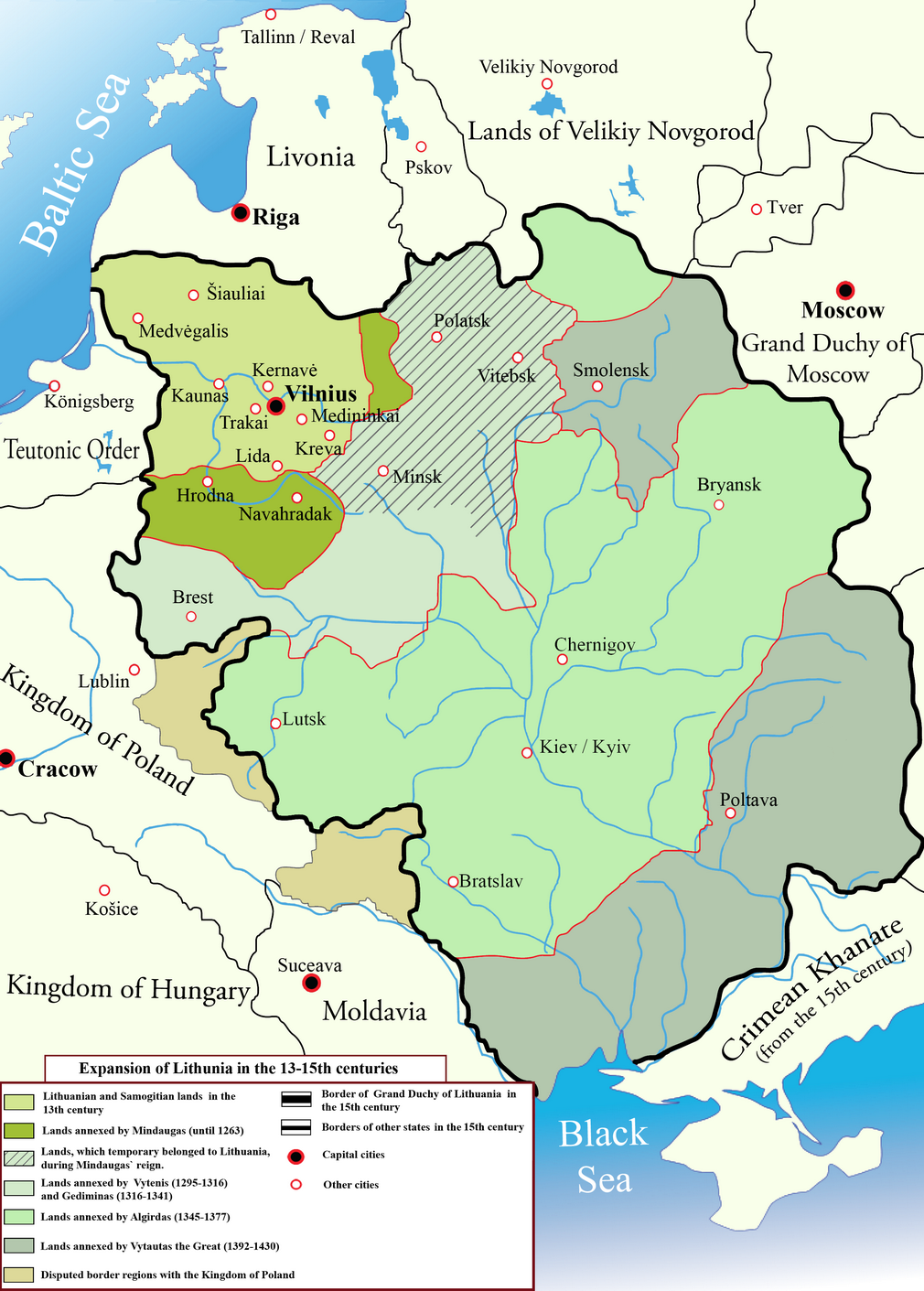
Великое княжество Литовское
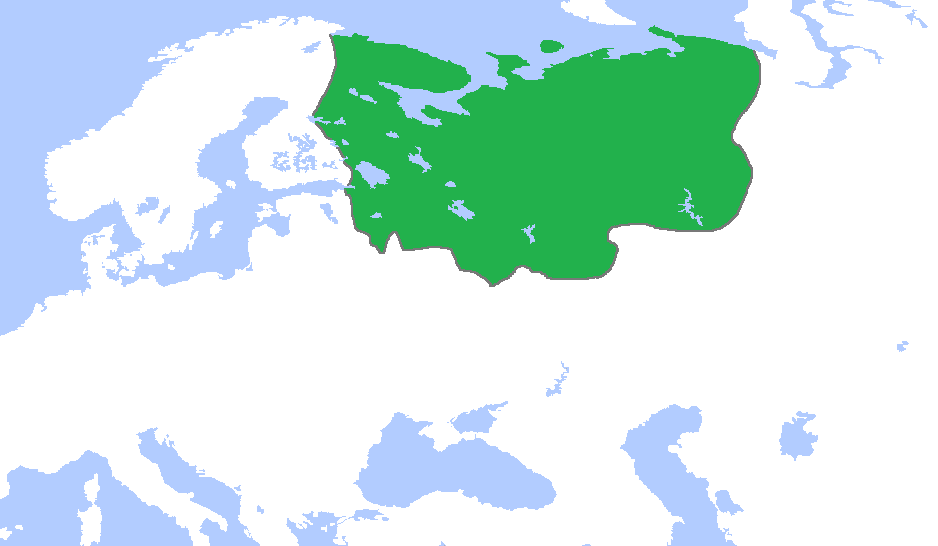
Русское государство

## В преддверии битвы

Военная кампания 1500 года

Русской стороной были сформированы четыре группы войск. Одна из них во главе с князем Александром Владимировичем Ростовским действовала на северном направлении из Великих Лук, средняя под началом Юрия Захарьича Кошкина-Захарьева наступала на Дорогобуж, южная во главе с Яковом Захарьичем Кошкиным-Захарьиным быстро овладела присягнувшими Москве городами Брянщины, Северщины и Курщины. Четвёртая резервная группа войск под предводительством Даниила Васильевича Щени находилась в Твери и должна была соединиться с той группой войск, на направлении которой выявится основное противодействие литовских сил.
Уже в мае воеводе Юрию Захарьичу Кошкину удалось взять Дорогобуж. На борьбу с Русским государством литовским князем Александром была послана армия во главе с гетманом Константином Острожским. Прибыв в Смоленск, Острожский получил известие о том, что войско Юрия Кошкина стоит лагерем недалеко от Дорогобужа. Узнав об этом, Острожский с крупным войском выступил из Смоленска к Ельне. В это же время на подкрепление отряду Кошкина по тракту Вязьма-Ельня шла набранная в Тверской земле рать, возглавляемая князем Даниилом Васильевичем Щеней-Патрикеевым. Её задачей было также взятие Ельни и Рославля.
Рать Юрия Захарьича Кошкина, стоявшая на Ведроше, соединилась с подошедшими войсками Даниила Щени, при этом Юрий Захарьич по росписи Ивана III поступал в подчинение к Щене. Другими воеводами, принявшими участие в битве, стали князь Иосиф Андреевич Дорогобужский, а также князья Семён Иванович Стародубский-Можайский и Василий Иванович Шемячич Новгород-Северский, перешедшие на службу Ивану III в апреле 1500 года. Прибывший в Ельню Острожский узнал от «языка», что к войску Юрия Кошкина прибыли на помощь другие воеводы с полками. Не поверив этой информации («язык» был повешен), Острожский двинулся от Ельни к Ведроше для атаки войска Кошкина, прежде чем (как полагал Острожский) тот получит подкрепления.

## Битва

### Место битвы
Разногласия в летописях и других документах, а также исторические изменения названий рек и населённых пунктов смоленского края внесли определённые трудности в установление точного места битвы. Так, в Энциклопедическом Словаре Ф. А. Брокгауза и И. А. Ефрона (1890—1907) Ведрошь определяется как речка, впадающая в Днепр близ Дорогобужа
.
В созданном в 1955—1961 гг. труде военного историка Е. А. Разина «История военного искусства VI—XVI вв.» на схеме битвы река Ведрошь также впадает в Днепр несколькими километрами западнее Дорогобужа.
Исследования ряда историков второй половины XX века (Кирикова С. В., Каштанова С. М., Зимина А. А. и др.) внесли некоторые изменения в существующие представления. Вероятное место битвы было определено не западнее, а примерно в 15 километрах юго-восточнее Дорогобужа, на берегах современных рек Сельня и Рясна, вблизи сёл Алексино и Еловка

.
Бой передового отряда с литовцами произошёл, вероятно, в квадрате, ограниченном с трёх сторон реками, носящими сегодня названия Рясна, Сельчанка и Сельня. Предполагается, что нынешняя Сельня — это и есть летописная Ведрошь. Отряд литовцев двигался к месту битвы с четвёртой, юго-западной, стороны этого речного квадрата, от села Лопатино. Бой основных сил состоялся скорее всего на другом берегу Рясны (Тросны), близ современных деревень Еловка и Починок. Последняя по мнению исследователей в XVI веке носила имя Митково, от которого произошло название упоминаемого в летописях Миткова поля.
| Название, встречающееся в летописях        | Современное название                                                                 |
| ------------------------------------------ | ------------------------------------------------------------------------------------ |
| р. Ведрошь(-ша)                            | 1) р. Сельня (приток р. Рясны) 2) возможно впадающий в Сельню безымянный ныне ручей. |
| р. Полма                                   | р. Сельчанка (приток р. Рясны)                                                       |
| р. Тросна                                  | р. Рясна                                                                             |
| дер. Ведроши                               | село Алексино                                                                        |
| село Митково, давшее название Миткову полю | село Починок (расположено рядом с более известной дер. Еловкой)                      |

### Численность и состав войск сторон
Единая позиция в оценке численности войск каждой из сторон отсутствует. Существуют следующие точки зрения:
- Каждая армия насчитывала примерно по 40 тысяч человек. Такой оценки придерживаются Н. М. Карамзин[8], Н. С. Голицын[9], Н. С. Борисов[10]. Косвенно о такой численности литовского войска говорит оценка его потерь в Вологодско-Пермской летописи: «…а убиенных Литвы и Ляхов болши тритцати тысяч»[11].
- Численность русского войска оценивается примерно в 40 тысяч воинов, литовского войска — от 4 до 10 тысяч воинов. В «Хронике Быховца» говорится, что «литовского войска было не больше чем три с половиной тысячи конных, кроме пеших, а москвичей было сорок тысяч хорошо вооружённых конных, кроме пеших»[12]. Такой оценки придерживается белорусский историк Г. Саганович[13]. Косвенными подтверждениями о численности литовцев также могут служить сведения об их потерях в Новгородской четвёртой летописи: «…и всех поиманных боле пятисот человек; а на бою убили болше пяти тысяч человек»[14]; а также ссылка Карамзина на «Московскую Летопись в Синодальной книге», где говорится: «убили (Литовскихъ) большихъ людей 5000, а съ меньшими всех человекъ с пол-осьмы тысящи побили»[15]. Нужно заметить, что в этом случае речь идёт о практически полном уничтожении в битве литовского войска. При столь колоссальном преимуществе русской стороны вызывает вопросы наступательная инициатива литовского войска в битве.
- Оценка численности войск каждой из сторон в 40 тысяч представляется в той или иной степени завышенной. Вместе с тем нет оснований говорить и о численном превосходстве в несколько раз какой-либо из сторон. Такой позиции придерживаются Е. А. Разин[4], А. А. Зимин[16], Ю. Г. Алексеев[2].
- По оценке военного историка Клима Жукова, исходя из мобилизационных возможностей каждой из сторон и вероятной фактической явки, численность литовского войска составляла примерно 7 тысяч человек, русского — 8 тысяч[17]. Схожей версии придерживается историк Николай Смирнов, по оценке которого войско Даниила Щени насчитывало 8—9 тысяч человек, а войско Острожского 5—6 тысяч человек, не считая обозных холопов и пехоты[18].

### Ход битвы
От Ельни, мимо села Лопатино, гетман Острожский двинулся к селу Ведроши, где атаковал передовой русский полк, который не выдержав натиска стал отступать от Ведроши за Тросну к основным силам. Литовцы продолжали преследование до самой Тросны, пока река не разделила противников.
Далее летописи в описании хода битвы расходятся. Согласно «Хронике Быховца» Острожский с ходу перешёл реку и ударил по главным русским силам, другие же источники утверждают, что литовцы у реки остановились и два войска какое-то время (едва ли не несколько дней) стояли друг против друга, не решаясь атаковать первыми
.
14 июля войско Острожского всё же перешло через Тросну и атаковало большой полк русских. Завязалась отчаянная шестичасовая сеча. Исход битвы был решён ударом русского засадного полка, который, обойдя литовцев, атаковал их с тыла, а также разрушил мост через Тросну. Литовцы обратились в бегство и пришли в панику, обнаружив, что мост на месте переправы через реку был уничтожен. В результате, помимо убитых и утонувших, огромное количество литовцев оказалось в плену, в том числе и сам Константин Острожский. Также русские завладели всем обозом и всей артиллерией.

### Потери сторон
Потери Княжества Литовского оцениваются от 5-8 тыс. убитыми и пленными до 30 тыс., последняя цифра, впрочем, представляется преувеличенной.
Какие-либо сведения о потерях Русского государства неизвестны.

## Последствия битвы

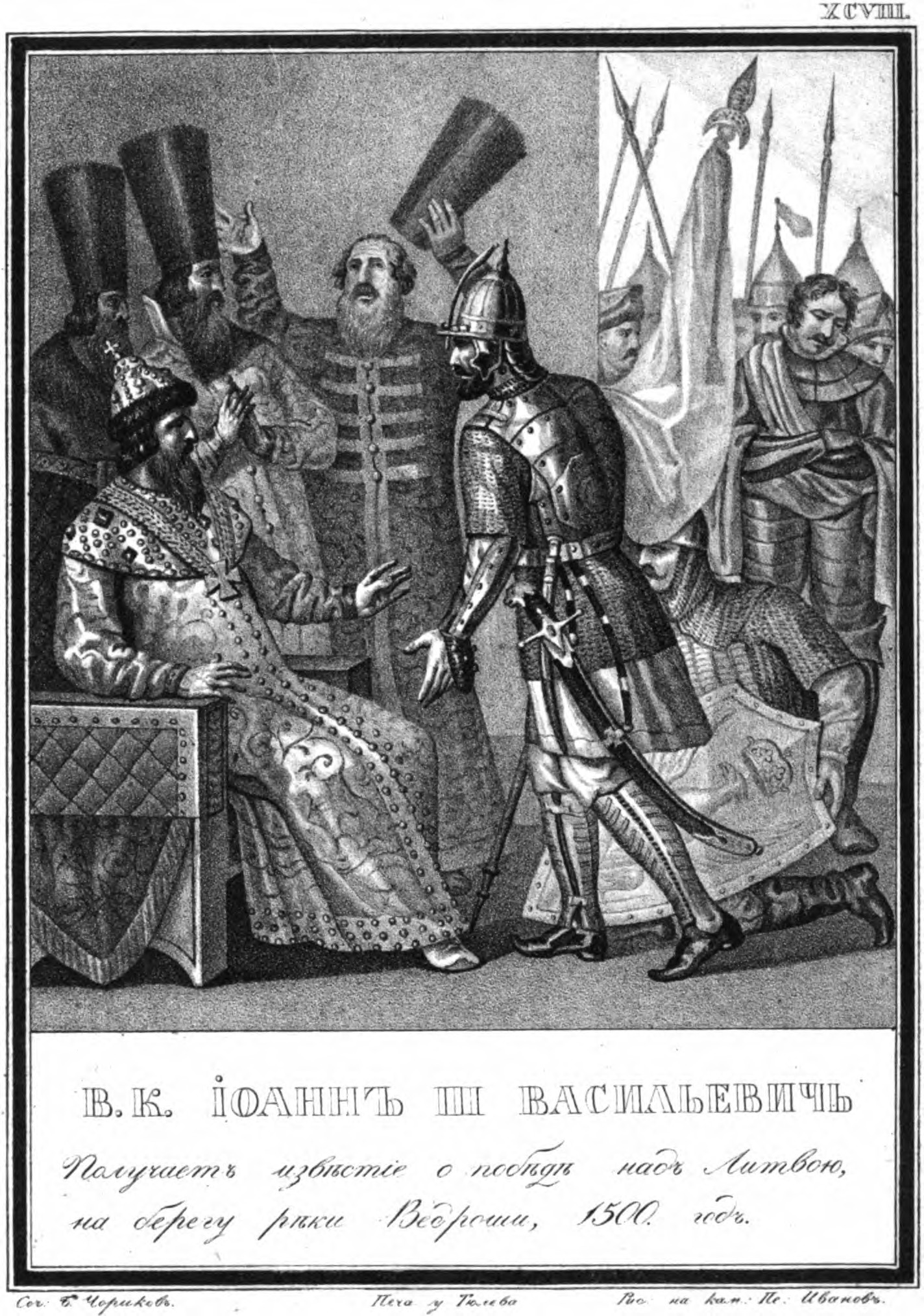
Иван III получает известие о победе при Ведроши

Битва стала вершиной военной кампании 1500 года. В сражении пал или был пленён наиболее боеспособный состав литовского войска. После этого поражения княжество Литовское уже не проявляло какой-либо заметной стратегической инициативы, ограничившись организацией пассивной обороны, что привело в итоге к заключению выгодного для Москвы мирного договора 1503 года, по которому к Русскому государству фактически отходили территории, составлявшие примерно треть литовских владений, в том числе Чернигово-Северская земля.
30 августа 1505 году пленные литовцы, захваченные в этой битве, которых Нижегородский воевода выпустил из тюрьмы, защитили Нижний Новгород от татаро-ногайского войска.
После помилования и освобождения князем Василием III, Острожский, изменив данной им присяге, вновь предпринимал попытки реванша, но даже победа в битве при Орше (1514) не принесла каких-либо политических результатов, способных компенсировать результаты Ведрошской битвы.

## Роль в истории
- В XVI веке ход битвы был описан австрийским путешественником и автором записок о России Сигизмундом фон Герберштейном, послом императора Священной Римской империи в Москве. В своём труде Rerum Moscovium Commentarii (1549) он отметил, что московскому князю в одной битве и за один год удалось добиться того, что литовскому князю Витовту (Витольту) стоило многих лет жизни и превеликих усилий[22].
- В российской военной истории Ведрошская битва рассматривается как продолжение и развитие лучших традиций русского военного искусства, заложенных на поле Куликовом. Исход сражения, как и в Куликовской битве, был решён флангово-тыловым ударом засадного полка. Но если на поле Куликовом такой манёвр зависел от действий противника, то здесь предпосылки для решающего удара были созданы самими русскими военачальниками[23].

## В культуре
- Алексей Шишов «Забытая битва у Ведроши»[24]

## Галерея

Миниатюры Лицевого летописного свода, посвящённые битве
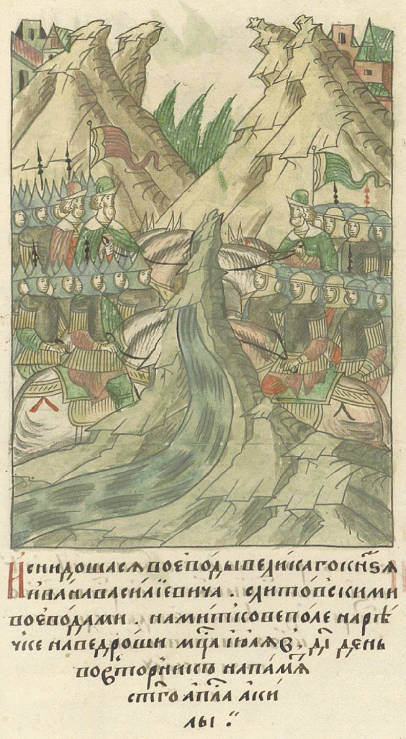
«И сиидошася воеводы великого князя Ивана Василиевича с литовскими воеводами на Миткове поле, на речке Ведроши месяца июля в 14 день, во вторник, на память святаго апостола Акилы».
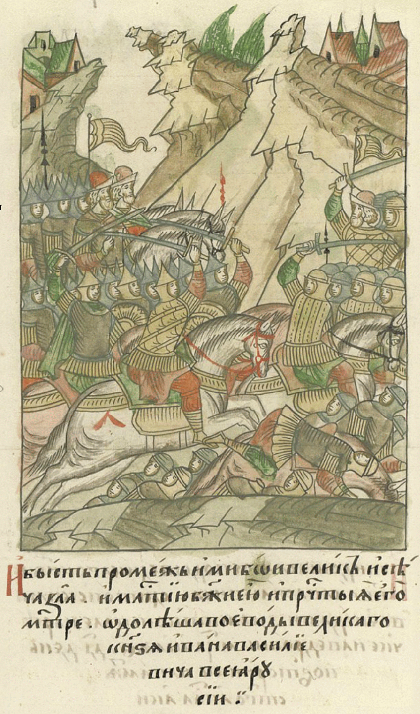
«И бысть промежь ими бой велик и сеча зла; и милостию Божиею и Пречистыя Его Матере одолеша воеводы великого князя Ивана Василиевича всея Русии»
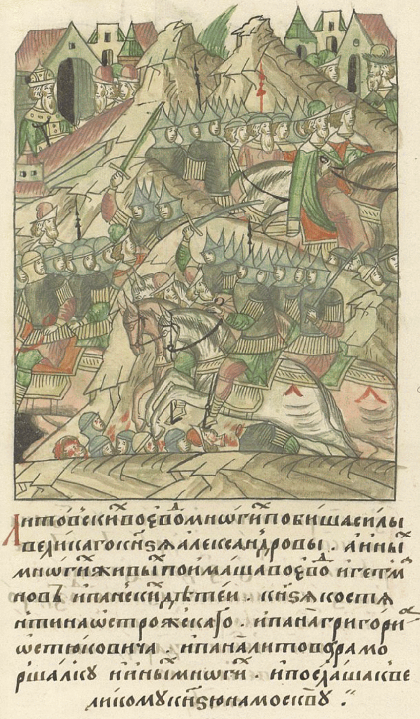
«литовских воевод, многих побиша силы великаго князя Александровы, а иных многих живых поимаша воевод и гетманов, и панских детей, князя Костянтина Острожскаго, и пана Григория Остюковича и пана Литовара маршалку, и иных многих, и послаша к великому князю на Москву.»
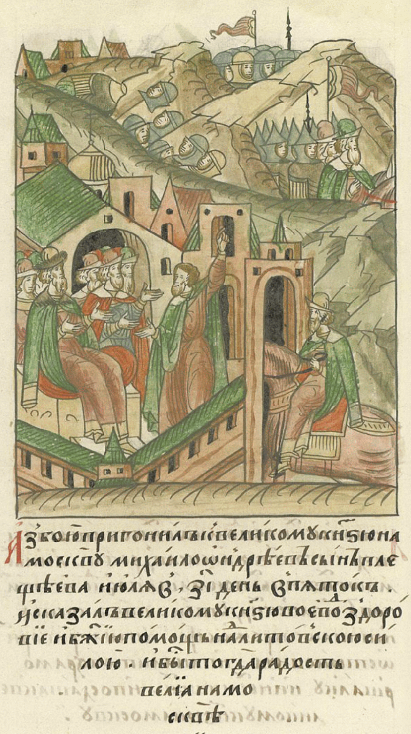
«А з бою пригонил к великому князю на Москву Михайло Ондреев сын Плещеева, июля в 17 день в пяток, и сказал великому князю здоровие и Божию помощь над литовскою силою, и бысть тогда радость велия на Москве.»